# Alessandro Cortini
Alessandro Cortini (nascut el 24 de maig de 1976) és un músic italià més conegut per ser el teclista, guitarra i baixista de la banda industrial Nine Inch Nails. Cortini també és el líder de la banda electrònica alternativa SONOIO amb seu a Los Angeles.
Va ser membre de gira de The Mayfield Four del 2000 al 2002. També va ser membre fundador de Modwheelmood, una banda electrònica / alternativa de Los Angeles, amb l'exguitarrista d'Abandoned Pools, Pelle Hillström. Va completar una petita gira canadenca amb el seu projecte en solitari, blindoldfreak.

## Antecedents
Cortini va néixer a Bolonya i va créixer a Forlì. Es traslladà d'Itàlia als Estats Units per estudiar guitarra al Musicians Institute. Després de graduar-se i apartar-se de la guitarra, va decidir centrar-se en els teclats i els sintetitzadors. Del 2001 al 2002, Cortini va actuar com a guitarrista de gira per The Mayfield Four en suport del seu àlbum Second Skin. Mentre feia classes breument al Musicians Institute, va veure un anunci per a audicions obertes de Nine Inch Nails. Reznor va afirmar que Alessandro Cortini "encaixava immediatament". Reznor també va afirmar que:
| « | El meu primer pensament quan va entrar Alessandro va ser que no "semblava" al que tenia al cap. La seva presència va ser intensa però suau, i no els fanàtics de l'energia que us faran associar amb NIN. Després va començar i, en 30 segons, vaig dir que "Aquest és el noi!" Mai no em vaig lamentar. Sense treure res de XXX Charlie Clouser, a Alessandro li interessa interpretar les parts d'estudi tant humanament com sigui possible. | » |

Cortini va fer una gira amb Nine Inch Nails del 2005 al 2008, durant les gires "Live: With Teeth", "Performance 2007" i "Lights In The Sky Over North / South America" de la banda. El seu paper principal va ser el de tocar el teclat de gira, tot i que també va tocar la guitarra i el baix en algunes cançons. A més de fer gires amb la banda, Cortini també va col·laborar en l'àlbum instrumental Ghosts I-IV (rebent crèdits de coescriptura en diversos temes) i en l'àlbum de 2008 The Slip. Una remescla Modwheelmood de "The Great Destroyer" també va ser llançada a l'àlbum Year Zero Remixed, i compta amb Cortini en el DVD en viu Beside You In Time, així com els vídeos musicals de The Hand That Feeds i Survivalism. Va deixar la banda a finals del 2008, citant el desig de perseguir altres projectes en aquells moments.
Cortini també va ser el frontman de la banda de Los Angeles Modwheelmood, que va dirigir amb l'exguitarrista d'Abandoned Pools, Pelle Hillstrom. Junts han publicat dos EPs, ? (2003) i Enemies &amp; Immigrants (2006). El 2007 van publicar Things Will Change, el disc de remescles per a Enemies & Immigrants, i van llançar la primera part del seu nou àlbum Pearls to Pigs, Vol. 1 el 25 de desembre de 2007 exclusivament com a versió digital.
A la tardor del 2006, Cortini va contribuir al programa d'artistes de gravació del Musicians Institute actuant com a assessor per a la formació individual amb estudiants. El 2009, va substituir Morgan Nicholls (membre de gira de Muse) mentre Nicholls prenia una excedència per estar amb el seu fill acabat de néixer.
Alessandro Cortini va treballar amb Ladytron en la producció de dos dels seus àlbums, Velocifero (2008) i Gravity the Seducer (2011). També va coproduir el segon tema, "We Are the Sea", del disc de debut Crystal World (2013) de la cantant principal de Ladytron, Marnie.
El 2010, va contribuir amb la producció electrònica a una cançó anomenada "Birds of Prey" de l'artista pop Christina Aguilera, produïda per Ladytron. La cançó apareix a l'edició de luxe del seu quart àlbum d'estudi Bionic.
L'estiu de 2010, Cortini va formar el projecte SONOIO. El nom de la banda SONOIO prové de la frase italiana "sono io", que significa "sóc jo", ja que és un projecte en solitari format únicament per Alessandro Cortini. Al juliol de 2010, SONOIO va llançar l'àlbum SONOIO Blue, seguit d'un àlbum de remescles el desembre de 2010 NON SONOIO. El juny de 2011 SONOIO va llançar l'àlbum SONOIO Red.
Cortini es va unir a How To Destroy Angels, un projecte format per Trent Reznor, Atticus Ross, Rob Sheridan i Mariqueen Maandig, com a membre de la gira. Toca diversos instruments a l'escenari i, a més, va remesclar sota el seu nom SONOIO el seu senzill "The Spaces In-Between", que va ser utilitzat com a final de l'espectacle per a la majoria de la gira. El 2013, Cortini va tornar a Nine Inch Nails com a membre de la gira i va coescriure la pista d'obertura de Hesitation Marks amb Trent Reznor.
El març de 2017, el compte oficial de Twitter de Nine Inch Nails va anunciar que Cortini formaria part de la programació d'estiu del 2017.

## Discografia
Com ell mateix
- 2013: Forse 1 (LP, publicat el juliol de 2013)
- 2013: Forse 2 (LP, llançat el novembre de 2013)
- 2014: Sonno
- 2015: Forse 3
- 2015: Risveglio (LP, publicat el juliol de 2015)[10]
- 2016: SPIE
- 2017: Avanti (LP, llançat el 6 d'octubre de 2017)[11]
- 2019: VOLUME MASSIMO (LP, publicat el 27 de setembre de 2019)
- 2020: Illusion of time (LP amb Daniel Avery, publicat el 27 de març de 2020)

SONOIO
- 2010: SONOIO (Blue, àlbum, setembre de 2010)
- 2011: SONOIO (Red, àlbum, juny de 2011)
- 2018: Fine (àlbum, juliol de 2018)

Blindoldfreak
- 2009: 1 (EP, 2009)

Modwheelmood
- 2003: ? (EP, 2003)
- 2006: Enemies &amp; Immigrants (EP, llançat el maig de 2006)
- 2007: Things Will Change (El disc remix complementari de Enemies & Immigrants, publicat digitalment a l'octubre de 2007.)
- 2007: Pearls to Pigs, Vol. 1 (EP, llançat el 25 de desembre de 2007)
- 2008: Pearls to Pigs, Vol. 2 (EP, llançat el 26 de febrer de 2008)
- 2008: Pearls to Pigs, Vol. 3 (EP, llançat el 16 de juliol de 2008)
- 2009: Pearls to Pigs (àlbum, llançat el 2 de juny de 2009)

Amb Nine Inch Nails
- 2007: Beside You in Time (DVD / HD DVD / Blu-ray en viu, 2007)
- 2007: Year Zero Remixed - "The Great Destroyer" (remesclat per Modwheelmood)
- 2008: Ghosts I-IV
- 2008: The Slip
- 2013: Hesitation Marks

Amb Jovanotti
- 2008: Safari

Amb Ladytron
- 2008: Velocifero (col·laboració i producció, àlbum, juny de 2008)
- 2008: single Ghosts (remix de modwheelmood, maig de 2008)
- 2011: Gravity the Seducer (col·laboració i producció, àlbum, setembre de 2011)

Amb Marnie
- 2013: " We Are the Sea" (col·laboració i producció, pista de l'àlbum, juny de 2013)

Amb Yoav
- 2008: Adore Adore (remix de modwheelmood, 2008)
- 2008: Beautiful Lie (remix de modwheelmood 2008)

Amb The Mayfield Four
- 2001: Second Skin

Amb Puscifer
- 2007: V is for vagina (sintetitzador, àlbum, octubre de 2007)
- 2011: Conditions of My Parole (col·laboració i producció, àlbum, octubre de 2011) - "Oceans"[12]

Amb Lawrence English
- 2018: Immediate Horizon (àlbum, novembre de 2018)